# Marcos Pueyrredon
Marcos C. Pueyrredon (Buenos Aires, 19 de junio de 1973) es un emprendedor, empresario y profesor universitario especializado en el área de las tecnologías de la información y la comunicación (TICS), referente en el área de la economía digital y negocios por internet en Iberoamérica. Ha desarrollado su carrera profesional en el área de planificación y marketing de distintas empresas multinacionales, marcas y retail tradicionales, teniendo dentro de sus responsabilidades la implementación de políticas de e-business, eCommerce y transformación digital en la cadena de valor del consumo masivo.

## Biografía
Es Magíster en Business Administration (MBA) con orientación en Dirección de Proyectos Digitales por la Universidad del Salvador (USAL) y la State University of New York (SUNY). Tiene también estudios de administración de empresas y marketing con un Posgrado en eBusiness Management y cursó una Especialización en Gestión de Negocios Electrónicos en la Universidad del Salvador (USAL) con doble titulación con la Georgetown UniversityHa sido seleccionado para el exclusivo Global Leading Businesses Program de la Harvard Business School, finalizando el mismo en 2020 y luego fue invitado  a formar parte del Global Management Excellence Program en la misma institución que finalizó con mención en el 2024.
A nivel privado, se desempeña como coFounder y Global Executive SVP de la empresa VTEX (NYSE: VTEX). A nivel académico, es director de la Maestría en Gestión Estratégica Marketing Digital y Negocios por Internet de la Universidad de Buenos Aires (UBA) reconocida como la mejor maestría en negocios en línea y marketing por internet de habla hispana en Latinoamérica, docente titular del MBA de la Universidad de Buenos Aires (UBA), director de la Especialización en Mercados Masivos Online de la Universidad CAECE y director del Programa Ejecutivo de Retail eCommerce de la Universidad CAECE.
Fue dos veces presidente y en tres oportunidades tesorero de la Cámara Argentina de Comercio Electrónico (CACE), en la actualidad, es miembro de su Comisión Directiva y Ejecutiva como Presidente Honorario. Es miembro de la comisión directiva de la Asociación de Marketing Directo e Interactivo de Argentina AMDIAahora Data & Marketing Asociation DMA y de Entrepreneur Organization EOs Capítulo Argentina. También es Fundador, Director y actual presidente del Instituto Latinoamericano de Comercio Electrónico (eCommerce Institute), organización sin fines de lucro que desarrolla y apoya la economía digital en los diferentes países de Latinoamérica.
Se desempeña como docente invitado en la temática de comercio electrónico y negocios por internet en diferentes especializaciones, posgrados y másteres a nivel nacional e internacional. Ha sido invitado como conferenciante, panelista o moderador en los principales eventos sobre la Economía Digital, eCommerce, Negocios por Internet y sus Modelos de Negocios aplicados en Iberoamérica.